# Пятая сила
Пятая сила, или пятое фундаментальное взаимодействие, — гипотетическое фундаментальное взаимодействие, которое может быть связано с тёмной материей и/или с тёмной энергией.
Пятая сила не входит в Стандартную модель. Как известно из физики элементарных частиц, всего существует четыре фундаментальных силы или взаимодействия — гравитация, электромагнетизм, сильное и слабое ядерные взаимодействия, которые в совокупности своей составляют основу всего многообразия всех известных явлений в природе. Однако некоторые физические теории предлагают существование дополнительной «пятой силы», вводимой для объяснения различных аномальных наблюдений, которые не могут быть объяснены с помощью Стандартной модели. Характеристики пятой силы зависят от деталей выдвигаемой теории, но многие теории сходятся на том, что пятая сила примерно должна быть сопоставима по силе с гравитационным взаимодействием (то есть она намного слабее, чем электромагнитное и сильное взаимодействия), а диапазон действия пятой силы проявляется на расстояниях от менее миллиметра до космологических масштабов.

## История изучения

Состав Вселенной по данным WMAP, используемым в рамках модели Лямбда-CDM

### Предпосылки существования
Поиски пятой силы усилились в последние десятилетия из-за двух крупных открытий в космологии, которые пока не могут быть полностью объяснены в рамках современных теорий. При анализе скорости вращения галактик было обнаружено, что большая часть массы вселенной приходится на неизвестную форму материи, называемую тёмная материя. Большинство физиков считают, что тёмная материя — это некая не открытая элементарная частица, но некоторые полагают, что она может быть связана с неизвестной фундаментальной пятой силой. Во-вторых, недавно было также обнаружено, что расширение вселенной ускоряется, что приписывается другой форме энергии, называемой тёмная энергия. Некоторые физики предполагают, что форма тёмной энергии, называемая квинтэссенция, может быть пятой силой.

### Попытки обнаружения

#### Частица X17
Возможной частицей-переносчиком пятой силы может являться гипотетическая субатомная частица предложенная Аттилой Краснахоркаи — это протофобный бозон массой около 17 МэВ, получивший название частица X17. Данная частица была предложена для объяснения аномальных углов, с 2015 года неоднократно наблюдавшихся в продуктах распада атомов бериллия-8. Также наблюдавшиеся ещё раз в ноябре 2019 года, той же группой исследователей, но в другом эксперименте в стабильных атомах гелия.

#### Аномальный магнитный момент мюона
В 2021 году лаборатория им. Энрико Ферми сообщила, что измерения g-фактора аномального магнитного момента мюона в экспериментах Muon g-2 имеют статистически значимое расхождение с предсказаниями Стандартной модели. Эта аномалия является сильным свидетельством существования пятого фундаментального взаимодействия.